# Вільшанська вулиця (Київ)
Вільша́нська ву́лиця — вулиця в Печерському районі міста Києва, місцевість Звіринець. Пролягає від вулиці Професора Підвисоцького до Звіринецької вулиці.
Прилучаються проїзд без назви до Садово-Ботанічної вулиці, провулки Вільшанський та Паризький.

## Історія
Вулиця виникла в 30-ті роки XX століття під назвою Святотроїцька, з 1940 року — вулиця Ольшанського, на честь Ольшанського — робітника-арсенальця, одного з організаторів революційного руху в Києві, члена ревкому (назву підтверджено 1944 року), пізніше — Ольшанська вулиця. 
Сучасна назва використовується з 1957 року.